# Paul Lehmann (Politiker, 1883)
Paul Lehmann (* 22. Oktober 1883 in Neustadt in Sachsen; † 3. November 1961 in Niedereimer) war ein deutscher Sozialdemokrat und SED-Mitglied (Parteiausschluss 1955 wegen DDR-Flucht). Lehmann war 1929–1933 Abgeordneter des Provinzial-Landtags Niederschlesien in Breslau und 1947–1948 Erster Bürgermeister von Wurzen.

## Werdegang
Paul Lehmann war das fünfte von sieben Kindern eines Eisenbahnschaffners; die Familie lebte ab 1885 in Leipzig. Er erlernte den Beruf des Schriftsetzers, war von 1903 bis 1907 auf Wanderschaft durch Deutschland, die Schweiz sowie Österreich und arbeitete anschließend als Setzer in Freiburg, Mannheim, Düren und Stuttgart. Lehmann war einer von den roten Handwerksburschen, auf den das Wort von Willy Brandt zutraf, sie seien „Bazillenträger des sozialdemokratischen Optimismus“ gewesen.
In Stuttgart war er Mitbegründer der Sozialistischen Arbeiter-Jugend und seit 1902 SPD-Mitglied. Er war 2. Vorsitzender des SPD-Ortsvereins Leipzig-Lößnig und 1919–1920 Kassierer des SPD-Ortsvereins Leipzig-Connewitz. Anschließend war Lehmann SPD-Parteisekretär in Nordhausen (1920) und in Göttingen (1922–1928). Paul Lehmann war 1928–1933 SPD-Bezirkssekretär und Vorsitzender der Arbeiterwohlfahrt in Mittelschlesien sowie Provinzial-Landtagsabgeordneter für Niederschlesien in Breslau. Nach der Machtübernahme der Nazis folgten für ihn sechs Jahre Arbeitslosigkeit, bevor er 1939–1945 als Revisor und Korrektor in Breslau beschäftigt war.
Beim Näherrücken der Kriegsfront flüchtete er nach Leipzig. Lehmanns erste Ehe mit Frau Hedwig geb. Sommerlatte wurde 1940 geschieden; 1943 heiratete er die 20 Jahre jüngere Rosa Maria Kolodziej, die mit der Ehe den Namen Lehmann trug.

## Wurzen
Zu Wurzens Erstem Bürgermeister wurde der damals 63-jährige Paul Lehmann am 3. März 1947 mit 27 Stimmen einstimmig gewählt. Zuvor war er von 1945 bis 1947 Vermittler im Arbeitsamt Leipzig und Leiter der Organisationsabteilung Westsachsen. Ein wichtiges kommunalpolitisches Ergebnis erreichte Lehmann am 29. Dezember 1947 mit der „Hauptsatzung für die Stadt Wurzen“, in der es hieß: „Die Stadtverordnetenversammlung ist oberstes Willens- und Beschlussorgan der Stadt Wurzen“.
Er machte sich für ein vereintes Deutschland stark und hielt am 18. März 1948 im „Bürgergarten“ die Festrede zum 100. Jahrestag der Revolution von 1848.
Am 29. Juli 1948 trat Lehmann „aus gesundheitlichen Gründen“ von seinem Amt zurück.

## Lebensabend
Paul Lehmann flüchtete am 8. September 1955 aus der DDR und wurde nach Ende des Aufnahmeverfahrens in die Bundesrepublik Deutschland am 3. Oktober 1955 nach Nordrhein-Westfalen geschickt. Seine Ehefrau flüchtete am 17. November 1955 nach West-Berlin und stellte dort den Antrag auf Wiederherstellung der ehelichen Gemeinschaft. Als Reaktion in der DDR auf Lehmanns Flucht wurde seine SED-Mitgliedschaft gestrichen.
Paul Lehmann wohnte zuletzt in Niedereimer und starb dort am 3. November 1961.